# Дијалекти хрватског језика
Дијалекти хрватског језика су условни и мултивалентни појам у два дискурса - историјски и политичко-религијски.

## Историјски дискурс
Несумњиво је да је у 11-16 вијеку настао хрватски књижевни језик и на основу његовог писма - хрватска глагољица. Развој овог језика сеже до глагољских споменика овог пола миленијума. У сржи језика су Чакавско наречје и Кајкавско наречје, као што је видљиво из познате Петрисов зборник (1468). Стогодишњи Хрватско-турски рат (1493—1593) поставља језичку ситуацију у нови дискурс. Наиме, у области контрареформације, након Брестовска унија и Мир у Житватороку (1606), окончати дуги рат. Историјски контекст 16. века је одредио да је из 17. века — нови илирски језик (jужнословенски), прво замишљен као далматински. 
Рад два хрватска писца, који су радили више од пола стољећа, најбоље илустрира хрватске језичне особине и рупе у повијести - Марко Марулић и Бартол Кашић.

## Политичко-религијски дискурс
Политика у 17. веку, а посебно она у штампи, одредила је језички инжењеринг илирског покрета. На војној граници постоје контактне области које стварају такозвани млађи икавски дијалекат, који се са историјског становишта хрватског језика може сматрати хрватским.
Тако савремени хрватски језик броји три наречја.  Источнобосански дијалекат и Славонски дијалекат (стари и екавски говор) нису дио хрватског језика језички и историјски критеријуми.
Млађи ијекавски дијалекат обухвата дубровачки говор, који је историјски српски и прилично раширеним чакавизма и икавизма, иу том смислу лежи на српскохрватском језику (у бровно на мапи за 1593). 